# A26-1
A  A 26-1  ou Variante de Sines é uma autoestrada portuguesa, que liga Sines com Vila Nova de Santo André, ligando o litoral da sub-região Alentejo Litoral, pertencendo à Região do Alentejo, tendo uma extensão total de 9 km.
Ainda possui uma ligação ao porto de Sines, designado de  IP 8, faltando ainda alguma manutenção para que seja totalmente inaugurada.

## História
As obras começaram no ano 2010, mas foram suspensas no ano 2012 devido à crise económica. 
Em 26 de outubro de 2016, a construção da autoestrada foi retomada. Em 13 de Março de 2017, os pinos foram retirados da autoestrada, tal como na ligação ao Porto de Sines.

## Estado dos troços
| Troço                        | Situação                | km |
| ---------------------------- | ----------------------- | -- |
| Sines ( A 26 ) - Santo André | Em serviço (13/03/2017) | 9  |

## Perfil
A   A 26-1  possui um perfil transversal de duas vias por sentido.
| Perfil                       | Perfil |
| ---------------------------- | ------ |
| Sines ( A 26 ) - Santo André |        |

## Saídas
| Saída | Km | Nome da saída                                    | Ligação |
| ----- | -- | ------------------------------------------------ | ------- |
|       |    | A 26 - Beja IP 8 - Zona Portuária R261-5 - Sines | Rotunda |
| 1     | 2  | ZILS norte Ribeira de Moinhos                    | Nó      |
| 2     | 8  | Praias Aterro sanitário                          | Nó      |

| Número de saída                                         | Destinos                                 | Estrada que liga      |
| ------------------------------------------------------- | ---------------------------------------- | --------------------- |
| 1                                                       | Sines Zona Portuária Beja/Lisboa Odemira | R261-5 IP 8 A 26 N120 |
| 2                                                       | Zona Industrial Praias                   | -                     |
| 3                                                       | Praia do Forte do Cortiço                | -                     |
| Continua, R261-5 direção Vila Nova de Santo André/Tróia |                                          |                       |
| 1 (R261-5)                                              | Santo André Centro                       | -                     |
| 2 (R261-5)                                              | Santo André Melides Grândola             | M1085                 |
| Continua como M1085 em direção a Tróia/Melides          |                                          |                       |

## Polémicas
A construção da autoestrada pelo centro de Vila Nova de Santo André cortou a cidade em duas partes: a ocidental e a oriental, sendo que não é permitida a passagem de peões pela estrada. Isso gerou muita polémica em torno da população, sendo que as pessoas da parte oriental são obrigadas a percorrer grandes distâncias para ir ao Centro de Saúde ou à Escola Básica.
Devido à polémica massiva, foi construída uma passadeira com semáforos. Isso obrigou a encurtar a autoestrada para a Praia da Fonte do Cortiço.
Agora a passagem por Santo André não é uma autoestrada e está limitada a 50 quilómetros por hora por radares, algo atípico numa via com um perfil transversal de duas faixas por sentido.